# Cybianthus indecorus
Cybianthus indecorus är en viveväxtart som beskrevs av Carl Christian Mez. Cybianthus indecorus ingår i släktet Cybianthus, och familjen viveväxter. Inga underarter finns listade i Catalogue of Life.